# Дерба
Дерба (Джерба, Дербе) — река на юге Восточной Сибири, приток реки Лены.

## Общие сведения
Протекает в Ленском районе Якутии по восточной окраине Среднесибирского плоскогорья в южном направлении. Образуется слиянием рек Кюэх-Оттах и Мас-Турухтах на высоте 292 м над уровнем моря.
Длина реки — 299 км (от истока Мас-Турухтах — 320 км), площадь водосборного бассейна — 8780 км². Питание имеет в основном снеговое и дождевое. Впадает в реку Лена слева на расстоянии 2395 км от её устья. Основной приток — Эргедей.

## Данные водного реестра
По данным государственного водного реестра России и геоинформационной системы водохозяйственного районирования территории РФ, подготовленной Федеральным агентством водных ресурсов:
- Бассейновый округ — Ленский
- Речной бассейн — Лена
- Речной подбассейн — Лена между впадением Витима и Олёкмы
- Водохозяйственный участок — Лена от впадения реки Витим до водомерного поста у села Мача без реки Нюя